# カール3世 (フランク王)

カール3世時代（887年）のフランク王国の領土

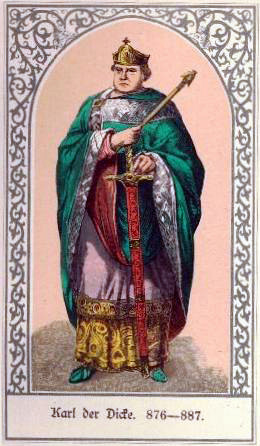
カール3世

カール3世（ドイツ語：Karl III., 839年6月13日 - 888年1月13日）は、フランク国王（在位：876年 - 887年）で、異称は「肥満王」（ドイツ語：Karl III. der Dicke）。またローマ皇帝（戴冠：881年2月12日）。その治世は兄弟と共同統治の東フランク国王として始まり、879年に臨終の兄からイタリア王位を譲り受け、881年にローマ皇帝となり、882年にはもうひとりの兄の死で単独の東フランク王となり、884年には西フランク王位をも相続して分裂していたフランク王国・カロリング帝国を一時的に統一した。しかし意欲も才覚もないカールは相続による統合を維持できず、弱腰の外交は帝国の分裂を決定的にした。西フランク王としてはシャルル肥満王（フランス語：Charles le Gros）と呼ばれ、世数は付さない。

## 生涯
東フランク王ルートヴィヒ2世（ドイツ人王）とその王后でシュッセンガウ伯ヴェルフの娘ヘンマの息子。876年、ルートヴィヒ2世の死去を受け、カール3世は兄のカールマン・ルートヴィヒ3世とともに父の遺領を分割し、アレマニア（後のシュヴァーベン）を継承した。879年にカールマンからイタリア王位の譲位を受け、881年2月21日にはローマで皇帝カール2世（西フランク王シャルル2世）の後を嗣いで教皇ヨハネス8世よりローマ皇帝として戴冠した。882年には死去したルートヴィヒ3世の遺領を相続し、東フランク全土を手中に収めた。さらに884年、西フランク王カルロマン2世が死去、西フランクの政治を担っていたジュミエージュ修道院長ゴズランから西フランクをゆだねられ西フランク王として即位した。これにより、カール3世はフランク王国の統一を達成した。
カール3世の権威の上昇には、西ヨーロッパ全体の復興の可能性があった。しかし彼は優柔不断でその才能も熱心さもなく、病（てんかんと考えられている）を患っていた。サラセン人の侵入に対してイタリア遠征を繰り返したものの失敗に終わり、886年にはパリに侵攻してきたヴァイキングに対して、サンス地方への進出の許可および700リーヴルの支払いを約束し講和を結んだ。さらに、庶子のベルンハルト、次いでプロヴァンス王ボソの子ルイ3世（プロヴァンス王・のちローマ皇帝ルートヴィヒ3世）を後継者にしようとして失敗した。
これによって、カール3世はますます弱腰で無能であるとみなされるようになり、887年11月には甥のアルヌルフがドイツを拠点に反乱を起こすに至った。しかしカール3世はナイディンゲンに逃れただけで何の策も打てず、トリブールの帝国議会において退位し、2ヵ月後の888年1月13日に死去した。死後、アルヌルフが東フランクとロタリンギアを、ヴァイキングとの戦いに功があったパリ伯ウードが西フランクを、ルートヴィヒ1世の孫のフリウリ公ベレンガリオ1世がイタリアを、ルドルフ1世が上ブルグントを、ルイ3世（盲目王）がプロヴァンスをそれぞれ継承した。そしてこれより後、フランク王国がみたび統一されることはなかった。また、891年にはヴィドー家のスポレート公グイードが皇帝として戴冠した。

## 子女
シュヴァーベンの伯エルハンガーの娘とみられるリヒャルディスと結婚したが、嫡子は得られなかった。
以下の庶子がいる。
- ベルンハルト（? - 891年?）